# 910-919
De jaren 910-919 (van de christelijke jaartelling) zijn een decennium in de 10e eeuw.

## Belangrijke gebeurtenissen

Frankische Rijk in 915

### Frankische Rijk
- 911 : Lodewijk IV het Kind sterft. De Oost-Franken (groen) kiezen Koenraad I van Franken als koning, dit betekent het einde van de heerschappij van de Karolingen in Duitsland. Het Koninkrijk Lotharingen scheurt zich af en voegt zich bij West-Francië (rood), het rijk van Karel de Eenvoudige.
- 911 : Rollo de Noorman wordt de eerste hertog van Normandië.
- 912 : Rudolf I van Bourgondië (paars) sterft, hij wordt opgevolgd door zijn zoon Rudolf II. Hugo van Arles, de raadsman van Lodewijk de Blinde, koning van het koninkrijk Provence (oranje), huwt met Willa, de weduwe van Rudolf I.
- 913 : Bretagne (grijs) wordt veroverd door de Vikingen.
- 915 : Berengarius I van Friuli, koning van Italië (roze), wordt door paus Johannes X tot keizer gekroond.
- 918-919 : Koenraad I van Franken sterft, Hendrik de Vogelaar volgt hem op.

#### Lage Landen
- 917 : De heilige Radboud, bisschop van Utrecht, sterft. Zijn opvolger Balderik zou binnen enkele jaren de stad Utrecht weer op de Vikingen veroveren en de bisschopszetel terug naar de stad verplaatsen.
- 918 : Graaf Boudewijn II van Vlaanderen sterft en wordt opgevolgd door zijn zoons Arnulf I van Vlaanderen en Adelulf.

### Iberisch Schiereiland
- 910 : Alfons III van Asturië sterft, zijn rijk wordt verdeeld onder zijn drie zonen. Garcia krijgt León, Ordoño het Galicië en Asturië gaat naar Fruela.

### Noord-Afrika
- 910 : De Fatimiden vestigen hun kalifaat in Noord-Afrika. Hun leider laat zich in de plaats Raqqada (huidige Tunesië) tot kalief uitroepen.
- 917 : De Fatimiden veroveren Sicilië.

### Byzantijnse Rijk
- 917 : Slag bij Anchialus: Tsaar Simeon I van Bulgarije valt Thracië binnen en verdrijft de Byzantijnen.
- 919 : Romanos I Lekapenos pleegt een staatsgreep.

### Engeland & Ierland
- Æthelflæd wordt koningin van Mercia en verplaatst de hoofdstad van het koninkrijk naar Stafford.
- Eduard de Oudere herovert de oostelijke Midlands, Essex en East Anglia op de Denen in 917 en wordt heerser van Mercia in 918 na de dood van Æthelflæd, zijn zus.
- Ælfwynn, koningin van Mercia, wordt afgezet door Eduard de Oudere, koning van Wessex, en Eduard annexeert Mercia. Hiermee wordt het verenigde koninkrijk Engeland gevestigd.
- 917 : De Vikingen landen opnieuw in Ierland en vestigen de eerste stad van Ierland, Waterford.

### Azië
- De latere Chinese hoofdstad Nanking wordt opnieuw opgebouwd, na eerder te zijn vernietigd.
- Vestiging van het Zuidelijke Han-koninkrijk in Zuid-China.
- De Koreaanse heerser Gung Ye wordt vermoord door vier van zijn eigen generaals; einde van Taebong en begin van de Goryeo-dynastie.

## Heersers

### Europa
- Frankrijk: Karel de Eenvoudige (898-922)
  - Anjou: Fulco I (888-942)
  - Aquitanië: Willem I (893-918), Willem II (918-926)
  - Normandië: Rollo (911-927)
  - Tours: Theobald de Oude (908-943)
  - Vermandois - Herbert II (902-943)
  - Vlaanderen: Boudewijn II (879-918), Arnulf I (918-965)
- Duitsland: Lodewijk het Kind (900-911), Koenraad I van Franken (911-918), Hendrik de Vogelaar (919-936)
  - Beieren: Arnulf I (907-937)
  - Bohemen: Spytihněv I (894-915), Vratislav I (915-921)
  - Franken: Koenraad I (906-918), Everhard III (918-936)
  - West-Frisia: Dirk I (ca.896-923/939)
  - Hamaland: Meginhard III (898-ca.915), Meginhard IV (ca.915-ca.938)
  - Saksen: Otto I (880-912), Hendrik de Vogelaar (912-936)
  - Zwaben: Burchard I (911), Erchanger (915-917), Burchard II (917-926)
- Spanje:
  - Aragon: Galindo II Aznarez (893-922)
  - Asturië: Alfons III (866-910), Fruela II (910-924)
  - Barcelona: Wifried II (897-911), Sunifried I (911-947)
  - Galicië: Alfons III van Asturië (866-910), Ordoño II (910-924)
  - Leon: Alfons III van Asturië (866-910), Garcia I (910-914), Ordoño II (914-924)
  - Navarra: Fortun Garces (870-905), Sancho I (905-926)
  - Omajjaden (Córdoba): Abd Allah ibn Mohammed (888-912), Abd al-Rahman III (912-929)
  - Portugal: Lucidio Vimaranes (873-922)
- Groot-Brittannië
  - Engeland: Eduard de Oudere (899-924)
  - Deheubarth: Hywel Dda (904/910/920-950)
  - Gwynedd: Anarawd ap Rhodri (878-916), Idwal Foel (916-942)
  - Jorvik: Ethelwald (?), Halfdan II Haraldsson (902-910), Ragnald I (912/919-921)
  - Mercia: Æthelred II (883-911), Æthelflæd (911-918), Ælfwynn (918)
  - Powys: Llywelyn ap Merfyn (900-942)
  - Schotland: Constantijn II (900-943)
- Italië
  - keizer: Berengarius I (915-924)
  - Italië: Berengarius I (905-924)
  - Benevento: Atenulf I (900-910), Landulf I (910-943) en Atenulf II (911-940)
  - Spoleto: Alberik I (898-922)
  - Venetië (doge): Pietro Tribuno (888-912), Orso II Participazio (912-932)
- Scandinavië
  - Denemarken: Olaf de Vermetele (?-925)
  - Noorwegen: Harald I (870/920-931)
- Balkan:
  - Bulgarije: Simeon I (893-927)
  - Byzantijnse Rijk: Leo VI (886-912), Alexander (912-913), Constantijn VII (913-920)
  - Kroatië: Muncimir (892-910), Tomislav I (ca.910/925-928)
  - Servië: Petar Gojniković (892-917), Pavle Branović (917-921)
- Oost-Europa:
  - Hongarije: Zoltán (907-948)
  - Kiev: Oleg de Wijze (879/882-912), Igor (912-945)
- Opper-Bourgondië: Rudolf I (888-912), Rudolf II (912-937)
- Bretagne: Gourmaëlon (907-913)
- Provence: Lodewijk de Blinde (887-920)

### Azië
- Abbasiden (kalief van Bagdad): Al-Muqtadir (908-932)
- Armenië: Smbat de Martelaar (890-912), Ashot II (914-928)
- China:
  - Liang: Zhu Wen (907-912), Zhu Yougui (912-913), Zhu Zhen (913-923)
  - Liao: Taizu (916-926)
  - Zuidelijke Han: (917-941)
  - Ma Chu: Ma Yin (907-930)
  - Min: Wang Shenzhi (909-925)
  - Shu: Wang Jian (907-918), Wang Yan (918-925)
  - Wuyue: Qian Liu (907-932)
  - Yang Wu: Yang Xingmi (904-905), Yang Wo (905-908), Yang Longyan (908-921)
- India
  - Chola: Parantaka (907-950)
  - Rashtrakuta: Krishna II (878-914), Indra III (914-929)
- Japan: Daigo (897-930)
- Jemen: Al-Hadi il-al-Haqq Yahya bin Husayn (898-911)
- Korea:
  - Goguryeo: Gung-ye (901-918)
  - Goryeo: Taejo (918-943)
  - Silla: Hyogong (897-912), Sindeok (912-917), Gyeongmyeong (917-924)
- Perzië
  - Saffariden: al-Layth ibn 'Ali (908-910), Muhammad ibn 'Ali (910-911), Al-Mu'addal ibn 'Ali (911), Amr ibn Ya'qub ibn Muhammad ibn Amr (912-913)
  - Samaniden: Ahmad II (907-914), Nasr II (914-943)

### Afrika
- Fatimiden: Ubaydullah al-Mahdi (909-934)
- Idrisiden (Marokko): Yahya ibn Idris ibn Omar (904-917)

### Religie
- paus: Sergius III (904-911), Anastasius III (911-913), Lando (913-914), Johannes X (914-928)
- patriarch van Alexandrië (Grieks): Christodolus (907-932)
- patriarch van Alexandrië (koptisch): Gabriël I (910-921)
- patriarch van Antiochië (Grieks): Georgius III (902-917), Job II (917-939)
- patriarch van Antiochië (Syrisch): Johannes IV Qurzahli (910-922)
- patriarch van Constantinopel: Euthymius I Syncellus (907-912), Nicolaas I Mysticus (912-925)

<< · 910 · 911 · 912 · 913 · 914 · 915 · 916 · 917 · 918 · 919 · >>
<< · 900-909 · 910-919 · 920-929 · 930-939 · 940-949 · 950-959 · 960-969 · 970-979 · 980-989 · 990-999 · >>